# 阿尔努河畔蓬拉贝
阿尔努河畔蓬拉贝（法語：Pont-l'Abbé-d'Arnoult，法語發音：[pɔ̃ labe daʁnu]），或纯音译作蓬拉贝达尔努，是法国滨海夏朗德省的一个市镇，位于该省中西部，属于桑特区。

## 地理
阿尔努河畔蓬拉贝（45°49'40"N, 0°52'31"W）面积12.41 平方千米，位于法国新阿基坦大区滨海夏朗德省，该省份为法国西部滨海省份，北起旺代省，西临大西洋，南至吉倫特省，东南接多爾多涅省，东北接德塞夫勒省接壤，东临夏朗德省。
与阿尔努河畔蓬拉贝接壤的市镇（或旧市镇、城区）包括：伯尔莱、香槟、圣热姆、圣拉德贡德、阿尔努河畔圣叙尔皮斯。

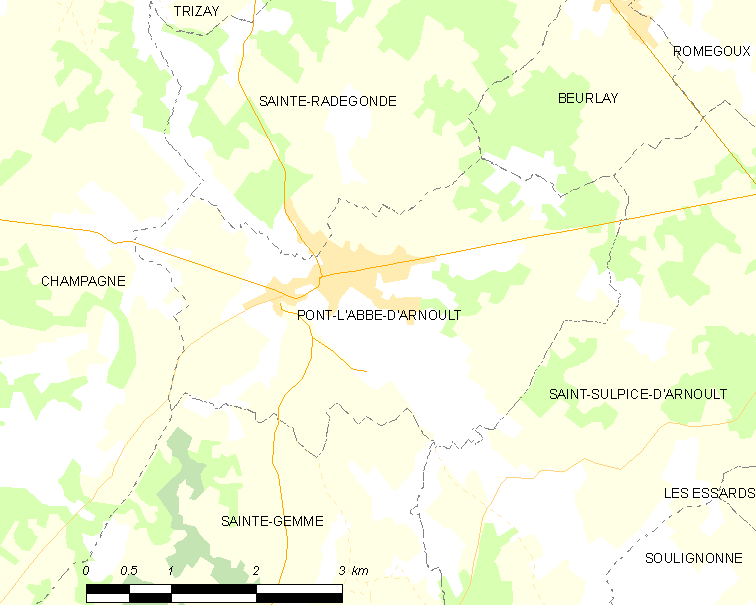
阿尔努河畔蓬拉贝的OSM定位图

阿尔努河畔蓬拉贝的时区为UTC+01:00、UTC+02:00（夏令时）。

## 行政
阿尔努河畔蓬拉贝的邮政编码为17250，INSEE市镇编码为17284。

## 政治
阿尔努河畔蓬拉贝所属的省级选区为圣波谢尔县。

## 人口

1962-2008年间阿尔努河畔蓬拉贝人口变化图示

阿尔努河畔蓬拉贝于2022年1月1日时的人口数量为1793人。